# Lingua messapica
La lingua messapica era una lingua (o un insieme di idiomi più o meno affini tra loro) parlata in epoca preromana nel territorio corrispondente all'attuale Puglia, principalmente nella parte meridionale della regione e in particolare nella penisola salentina. È stata così denominata con riferimento ai Messapi, un'antica tribù stanziata fin dall'età del ferro in tutto il settore meridionale della Iapigia.

## Nome
Il termine "messapico" è tradizionalmente usato per riferirsi a un insieme di lingue parlate da una comunità linguistica relativamente omogenea di tribù (Messapi, Peucezi e Dauni) le quali, antecedentemente alla conquista romana, parlavano lingue presumibilmente non italiche nelle regioni che in epoca romana divennero note come Apulia e Calabria (odierno Salento).
Alcuni studiosi sostengono però che, per riferirsi a tutto l'insieme di lingue parlate dagli Iapigi, il termine "iapigio" andrebbe preferito al termine "messapico", mentre quest'ultimo andrebbe invece riservato alle sole iscrizioni rinvenute nella penisola salentina, ove già in epoca magno-greca era stanziata la tribù specifica dei Messapi.
Del resto non vi è certezza che in tutto il territorio iapigio si parlasse, in epoca remota, un'unica lingua, anche perché le iscrizioni provenienti dal settore settentrionale della regione sono assai esigue e tardive (non anteriori al IV secolo a.C.). È certo comunque che l'alfabeto in uso nell'area del Tavoliere fosse in parte differente rispetto a quello in uso nel Salento.

## Origini
La lingua messapica era di origine indoeuropea. Dell'idioma rimangono poco più di cinquecento iscrizioni (la maggior parte nomi di località o di persona) databili dal VI al II secolo a.C.
Il messapico è da considerarsi una lingua indoeuropea a sé stante, benché sia stata anche ipotizzata un'appartenenza alle lingue illiriche, attestate sulla sponda opposta del Mar Adriatico. L'ipotesi del legame tra messapico ed illirico era basata principalmente su nomi di persone trovati su iscrizioni tombali o su riferimenti di scrittori classici. In alternativa era stato inoltre prospettato un possibile collegamento con la lingua eteocretese.
La lingua messapica decadde sino ad estinguersi dopo che il Salento fu conquistato dai Romani, che vi introdussero il latino. La vitalità del messapico risultava però già in precedenza compromessa a causa della larga e rapida diffusione della lingua osca tra le varie popolazioni italiche in epoca preromana; a tal riguardo è significativo che il poeta Quinto Ennio, nato nel 239 a.C. a Rudiae (nel Tavoliere di Lecce) affermava di parlare, oltre al latino e al greco, la lingua osca, mentre mancava qualsiasi riferimento al messapico. Viceversa, poiché un sostrato (o comunque un influsso) messapico è ben riconoscibile in talune varietà dialettali osche parlate in regioni finitime (ad esempio, nella Tabula Bantina), è plausibile che in epoca remota l'area di diffusione della lingua messapica fosse assai più vasta.

## Alfabeto
I Messapi utilizzavano per le loro iscrizioni un alfabeto greco, più propriamente laconico, certamente importato dai vicini greci di Taras (Taranto).
Tra le caratteristiche di tale alfabeto si registrano l'assenza di un segno per la vocale /u/ e la presenza di un segno a forma di tridente che "indica il suono di passaggio (non fonema) fricativo tra la vocale e lo jod successivo".

## Alcune caratteristiche fonetiche
Talune caratteristiche fonetiche del messapico possono essere considerate quasi certe:
- il passaggio da PIE *o ad a (come nell'ultima sillaba del genitivo kalatoras)
- di -m finale in -n (come in aran)
- di -ni- in -nn- (come nel nome messapico Dazohonnes verso l'illirico Dazonius; il genitivo messapico Dazohonnihi verso il genitivo illirico Dasonii, ecc.)
- di -ti- in -tth- (come nel prenome messapico Dazetthes verso l'illirico Dazetius; il genitivo messapico Dazetthihi verso il genitivo illirico Dazetii; da una radice comune  Dazet- sia in illirico che in messapico)
- di -si- in -ss- (come nel messapico Vallasso invece di Vallasio, derivato dal nome breve Valla)
- la perdita della -d finale (come in  tepise), e probabilmente di -t finale (come in -des, che forse significa "mettere", dal PIE *dhe-, "mettere")
- il mutamento delle occlusive sonore aspirate PIE in occlusive sonore semplici: PIE *dh- o *-dh- in d- o -d- (messapico anda < PIE *en-dha-; confronta il greco entha) e PIE *bh- o *-bh- in b- o -b- (messapico beran < PIE *bher- "tenere")
- il monottongamento del dittongo -au- in -ā- prima (di alcune) consonanti: Bāsta, da Bausta
- la forma penkaheh < PIE *penkwe "cinque".

## Iscrizioni
Pochissime iscrizioni messapiche sono state decifrate. In particolare l'epigrafe nº 149 del Corpus Inscriptionum Messapicarum è stata trovata a Vaste e ha avuto la seguente interpretazione da parte di Ciro Santoro:
- in daranthoa vasti Staboos Xohedonas Daxtassi Vaanetos
- inthi trigonoxoa Staboos Xohetthihi Dazimaihi beiliihi
- inthi rexxorixoa Kazareihi Xohetthihi Toeihithi Dazohonnihi
- inthi vastima Daxtas Kratheheihi
- inthi ardannoa Poxxonnihi Aimarnaihi»

- nel Senato della città da Stabuas Xonedon (e) Dazet Vaanet
- nel collegio dei mercanti da Stabuas Xonetves figlio di Dazimas
- nel governo da Kazares Xonetves (e) Otves Dazohonnes
- nell'assemblea cittadina da Dastas Kravehenes
- ed in quella dei contadini da Poxxonnes Aimarnas»

(Corpus Inscriptionum Messapicarum 149)
Di un'altra iscrizione Messapica ritrovata nella grotta della Poesia, presso Melendugno, una traduzione è stata tentata presso la Cornell University:
- Dekias Artahias
- Thautouri andirahho
- daus apistathi vinaihi»

- Dekias Artahias
- che va al dio degli inferi Thaotor

(Iscrizione della Grotta della Poesia)
Infatti Klauhi, come Klohi in altre iscrizioni simili, significherebbe "ascolta"! (da *kleu- ascoltare) e Zis è l'equivalente messapico di Zeus. Dekias è il nome (come il latino Decio), mentre Artahias è un genitivo patronimico con il suffisso –as. Thautori è il dio degli inferi con l'aggettivo andirahho (da *ndher- sotto).
Una dedica in lingua messapica da Ceglie Messapica.
- ridda Hipaka Theotoridda Th
- aotoras Keosorrihi biliva»

- Theotoridda e di Hipaka. Theotoridda
- figlia di Thaotor Keosorres.»

(Iscrizione votiva da Ceglie M.)